# Gåstjärnen (Junsele socken, Ångermanland, 706410-154446)
Gåstjärnen är en sjö i Sollefteå kommun i Ångermanland och ingår i Ångermanälvens huvudavrinningsområde.